# Antoni Choroba
Antoni Choroba (ur. 20 lutego 1899 w Gliwicach, zm. 1 lipca 1987) – polski działacz plebiscytowy na Śląsku, powstaniec śląski, pocztowiec.
Pochodził z rodziny robotniczej. Uzyskał wykształcenie podstawowe i szybko rozpoczął pracę zarobkową; do 1918 zatrudniony był w fabryce drutu w Gliwicach. Po wojnie wstąpił do Towarzystwa Gimnastycznego „Sokół”, działał też w organizacjach kultury – był dyrygentem kółka śpiewaczego i organizatorem teatrów ludowych w powiecie gliwickim. Udzielał się jako agitator i działacz w okresie plebiscytowym, był zaprzysiężony w Polskiej Organizacji Wojskowej Górnego Śląska. Walczył w drugim i trzecim powstaniu śląskim, w tym ostatnim w 3 baonie pułku zabrskiego pod dowództwem Pawła Cymsa.
W latach międzywojennych był urzędnikiem poczty katowickiej. W czasie wojny zorganizował komórkę konspiracyjną w Urzędzie Pocztowym w Katowicach, wykorzystywał schowki ambulansów pocztowych do przewozu prasy konspiracyjnej i nielegalnej korespondencji z Krakowa do Kielc, Gliwic i Opola. Ludzie Choroby monitorowali pocztę niemiecką i tak zdobyte informacje przekazywali polskim organom wywiadowczym, w dodatku opóźniali wysyłanie przesyłek lub też kradli i niszczyli je.
Po 1945 Choroba pracował jako naczelnik urzędu pocztowego w Gliwicach, potem jako umysłowy pracownik w Gliwickich Zakładach Urządzeń Technicznych.

## Odznaczenia
- Krzyż Kawalerski Orderu Odrodzenia Polski
- Medam Niepodległości
- Krzyż na Śląskiej Wstędze Waleczności i Zasługi
- Srebrny Krzyż Zasługi
- Śląski Krzyż Powstańczy